# Ramūnas Navardauskas
Ramūnas Navardauskas, litovski kolesar, * 30. januar 1988, Šilalė, Sovjetska zveza.
Navardauskas je upokojeni profesionalni kolesar, ki je v svoji karieri tekmoval za ekipe Cannondale–Drapac, Bahrain–Merida in Nippo–Delko–One Provence. Nastopil je na poletnih olimpijskih igrah v letih 2012 in 2016, najboljšo uvrstitev je dosegel leta 2012 z 21. mestom v kronometru. Leta 2015 je osvojil bronasto medaljo na cestni dirki Svetovnega prvenstva. Na Dirki po Franciji je dosegel posamično ekipno zmago leta 2014 in etapno zmago na ekipnem kronometru leta 2011, na Dirki po Italiji pa posamično ekipno zmago leta 2013 in etapno zmago na ekipnem kronometru leta 2012, po kateri je kot prvi litovski kolesar oblekel rožnato majico vodilnega kolesarja v skupnem seštevku. Štirikrat je postal litvanski državni prvak na cestni dirki in trikrat v kronometru. Leta 2014 je bil izbran za litovskega športnika leta.